# Línea Greenbush
La línea Greenbush (en inglés: Greenbush Line) es una de las doce líneas del Tren de Cercanías de Boston. La línea opera entre las estaciones Estación del Sur y Greenbush, pasando por el centro de Boston y los pueblos de Braintree, Weymouth, Hingham, Cohasset y Scituate a la sección de Greenbush en el sur de Scituate.